# Radioaktivní odpad

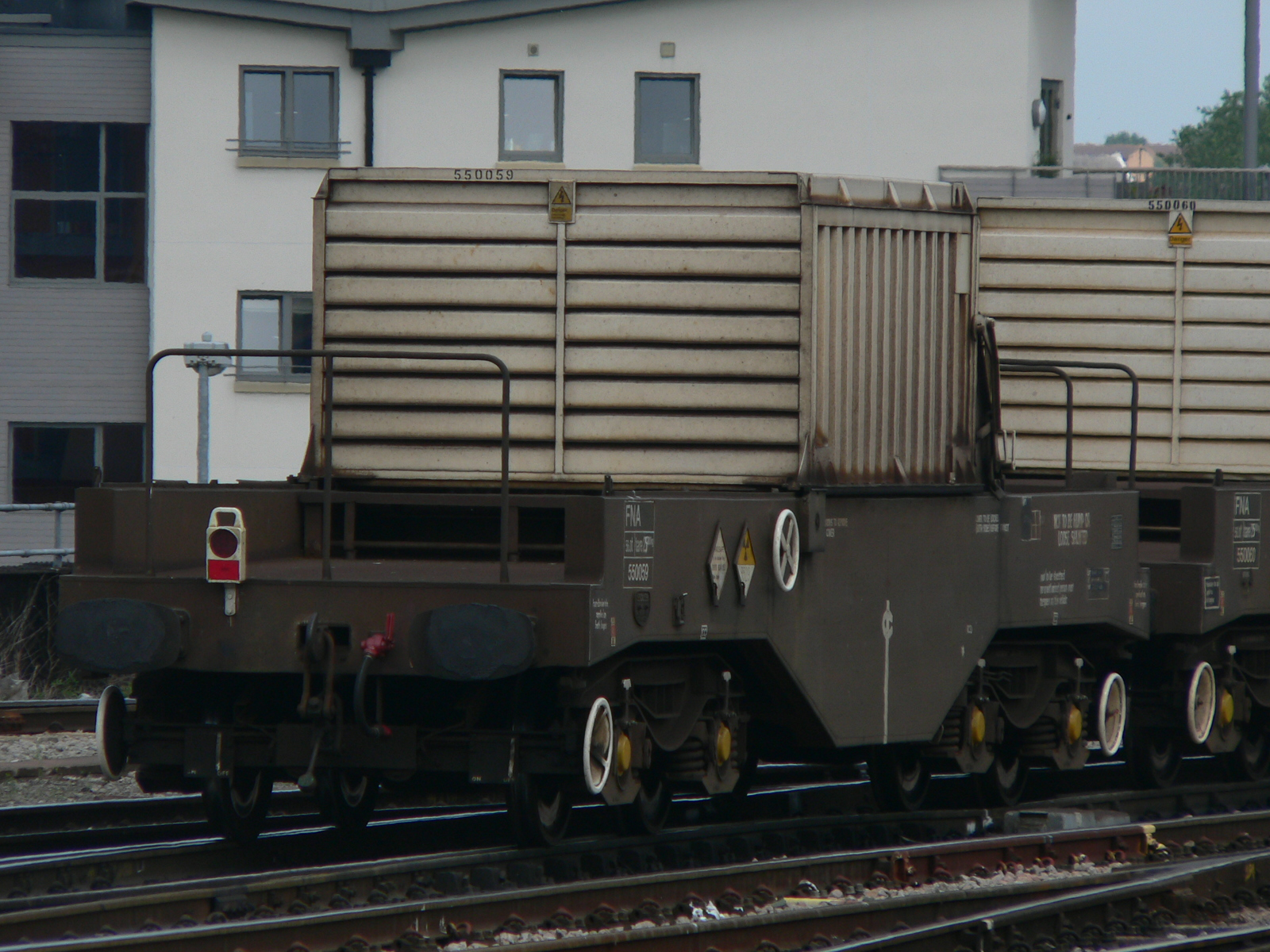
Převoz vysoce radioaktivního, vyhořelého jaderného paliva z britské JE Hinkley Point

Radioaktivní odpad je nebezpečný odpad, který je radioaktivní a tím ohrožuje životní prostředí. Radioaktivní odpad nemá se současnými technologiemi další využití (nebo by to bylo příliš nákladné), a proto je ho nutné ukládat izolovaně od biosféry, což se zejména v minulosti ne vždy dělalo. Radioaktivní odpad může být přepracované jaderné palivo z jaderných elektráren, ale i produkty nebo nástroje používané v průmyslu a zdravotnictví (např. rentgeny) nebo z jaderných zbraní.

## Druhy odpadu
Obvykle se odpad dělí podle své aktivity:
- nízkoaktivní – obvykle zbytky málo kontaminovaných materiálů
- středně aktivní – více kontaminované materiály s větším obsahem, podle druhu možno uložit do povrchového nebo hlubinného úložiště
- vysoce aktivní – například vyhořelé jaderné palivo či zbytky po jeho přepracování

Podle původu odpadu se dá dělit na:[zdroj?]
- vyhořelé jaderné palivo – které je skladováno po využití v jaderných elektrárnách a poté uloženo do ochranných kontejnerů a uloženo do podzemí. Ve skutečnosti nejde o odpad, protože je možné jeho další využití.
- zbytky z diagnostiky ve zdravotnictví – zbytkový materiál ze zdravotnictví, používaný při diagnostice či léčbě chorob – radiologie (např. gama nůž)

## Ukládání odpadu
Radioaktivní odpad se většinou ukládá do podzemních přípovrchových nebo hlubinných úložišť. Některé státy v minulosti také shazovaly nukleární odpad do moře, zejména do Atlantského oceánu.

### Shazování odpadu do moře
Některé státy světa v minulosti likvidovaly svůj jaderný odpad jeho shozením do moře ve formě ocelových sudů zalitých betonem nebo živicí. Tuto praxi provozovaly například Sovětský svaz (shazování do Severního ledového a Tichého oceánu), Japonsko (do Tichého oceánu), USA, Nový Zéland, Jižní Korea, Švýcarsko a další evropské státy, které k tomuto účelu využívaly například místa u Kanárských ostrovů, Lamanšský průliv nebo Irské moře.
V roce 1998 se touto problematikou zabývala zpráva Mezinárodní agentury pro atomovou energii. Celkové množství radioaktivního odpadu ve světových oceánech se odhaduje na 100 000 tun, resp. přes 222 000 sudů.

### Úložiště ve světě
Prvním trvalým hlubinným úložištěm vyhořelého jaderného paliva bude úložiště ONKALO ve Finsku. Vyhořelé palivo se tam bude ukládat v hloubce zhruba 455 m v měděných kontejnerech do loží z bentonitu. Budovat jej začala firma Posiva v roce 2015 a do zkušebního provozu bude uvedeno pravděpodobně v roce 2024.

### Úložiště v Česku
Jaderné elektrárny nemají žádné hlubinné úložiště. JE Dukovany a JE Temelín mají střednědobá úložiště pouze pro použité palivo (tzv. mezisklady), které samy vyprodukují. Náklady na trvalé úložiště se v současnosti (2012) odhadují na 47 mld. Kč v cenách roku 1999 a budou financovány z tzv. jaderného účtu, kam jsou provozovatelé jaderných elektráren povinni odvádět poplatky ve výši 50 Kč za vyrobenou megawatthodinu. 
- Úložiště jaderného odpadu v Česku: Dukovany, Richard u Litoměřic, Bratrství – Jáchymov, Beroun-Hostim (uzavřeno). [5]

Výstavba hlubinného úložiště je ve fázi výběru lokality. Roku 2019 bylo vybráno 9 lokalit, a to Čertovka (Lubenec, Blatno - Ústecký kraj), Březový potok (Pačejov, Chanovice - Plzeňský kraj), Janoch (Litoradlice), Magdaléna (Jistebnice, Vlksice - Jihočeský kraj), Čihadlo (Pluhův Žďár, Lodhéřov - Jihočeský kraj), Hrádek (Nový Rychnov, Rohozná – Kraj Vysočina), Horka (Budišov, Oslavička - Kraj Vysočina), Na Skalním (Myslibořice) a Kraví Hora (Bukov, Žďársko). Roku 2020 se má počet kandidátů snížit na 4. V červnu 2020 experti doporučili vládě 4 lokality: Březový potok, Janoch, Hrádek a Horka.
Vláda 21. prosince 2020 schválila výběr čtyř lokalit pro výstavbu úložiště, a to Březový potok, Janoch, Hrádek a Horka. Finální rozhodnutí o primární a záložní lokalitě pro výstavbu by mělo být vybráno do roku 2030. Starostové, zastupující obce Temelín, Dříteň, Olešník a město Hluboká nad Vltavou, dne 4. června 2020 vydali ke krokům směřujícím k vybudování úložiště v lokalitě Janoch záporné stanovisko.

## Přepracování odpadu pro znovuvyužití
Vyhořelé jaderné palivo se dá přepracovat pro opětovné využití v jaderných elektrárnách a na produkty pro jiné využití, například radionuklidové zdroje pro výzkum vesmíru. Některé technologie pro zpracování jsou ale stále ve vývoji a některé se příliš nevyužívají z ekonomických důvodů, protože kvůli útlumu jaderné energetiky není jaderného odpadu dostatek pro masové zpracování.[zdroj?] Manipulace při zpracování je navíc rizikovější, než při prostém využívání v jaderných reaktorech.